# Vụ đánh bạc Rikvip
Vụ đánh bạc Rikvip, còn gọi là Vụ án Tip.Club, là vụ án Tổ chức đánh bạc, Đánh bạc, Lạm dụng chức vụ, quyền hạn trong khi thi hành công vụ, Sử dụng mạng Internet thực hiện hành vi chiếm đoạt tài sản, Mua bán trái phép hóa đơn và Rửa tiền xảy ra tại tỉnh Phú Thọ và một số tỉnh, thành phố của Việt Nam do Phan Sào Nam và Nguyễn Văn Dương chủ mưu, cầm đầu. Kể từ ngày 18 tháng 4 năm 2015 là ngày bắt đầu hoạt động đến ngày 29 tháng 8 năm 2017 là ngày bị triệt phá, tổng cộng có 42.956.715 tài khoản người chơi thực trên hệ thống Rikvip/Tip.club, các đối tượng thu lời bất chính tổng số tiền gần 9.900 tỉ đồng.
Ngoài 2 tướng ngành công an nhân dân là Phan Văn Vĩnh và Nguyễn Thanh Hóa, 90 người khác đã phải ra tòa vào ngày 12 tháng 11 năm 2018, trong đó Nguyễn Thanh Hóa và Nguyễn Văn Dương bị tuyên phạt mức án cao nhất là 10 năm tù lần lượt về tội Lạm dụng chức vụ, quyền hạn trong khi thi hành công vụ đối với Nguyễn Thanh Hóa và tội Tổ chức đánh bạc, Rửa tiền đối với Nguyễn Văn Dương.

## Quá trình tội phạm
30/9/2011, Nguyễn Văn Dương thành lập Công ty TNHH Đầu tư phát triển an ninh công nghệ cao (CNC).
10/10/2011, Nguyễn Văn Dương và Nguyễn Thanh Hóa ký bản ghi nhớ về hợp tác kinh doanh giữa CNC và C50 của Bộ Công an. Theo đó, CNC hưởng 80% lợi nhuận, C50 20%.
Giữa năm 2015: Nguyễn Văn Dương và Phan Sào Nam (nguyên chủ tịch HĐQT VTC Online) tung ra cổng game Rikvip/Tip.club, thu hút 43.000 người tham gia đánh bạc.
20/5/2016, Phan Văn Vĩnh ký công văn gửi Bộ Thông tin và Truyền thông đề nghị cấp phép cho CNC, hợp thức hóa cổng game Rikvip và 23zdo.
11/3/2018, Nguyễn Thanh Hóa bị khởi tố, bắt tạm giam và bị tước danh hiệu Công an Nhân dân.
5/4/2018, Phan Văn Vĩnh bị khởi tố bị can, bắt tạm giam bốn tháng và tước danh hiệu Công an Nhân dân.
9/4/2018: Giám đốc điều hành Châu Nguyên Anh và Giám đốc Kinh doanh Phạm Quang Vinh của Công ty cổ phần Thanh toán điện tử VNPT Epay bị bắt và khởi tố liên quan đến cung cấp dịch vụ thanh toán và hưởng lợi từ đường dây đánh bạc.
31/8/2018: Viện Kiểm sát Nhân dân tỉnh Phú Thọ hoàn thành cáo trạng truy tố Phan Văn Vĩnh và Nguyễn Thanh Hóa, cùng 90 bị can khác.

## Các cá nhân liên quan

### Nguyễn Văn Dương
Chủ tịch HĐQT Công ty đầu tư phát triển an ninh công nghệ cao - CNC
Kiểm sát viên đánh giá Nguyễn Văn Dương là người cầm đầu nhóm tổ chức đánh bạc và trực tiếp chỉ huy nhóm làm việc tại CNC.
Thông qua hành vi tổ chức đánh bạc, Dương đã thu lợi bất chính 1.655 tỷ đồng. Để che giấu nguồn tiền phi pháp, Dương đã rửa tiền với tổng số tiền 329 tỷ đồng. Đại diện VKS đề nghị HĐXX tuyên Nguyễn Văn Dương 8-9 năm tù về tội Tổ chức đánh bạc; 3-4 năm tù về tội Rửa tiền. Tổng hình phạt VKS đề nghị tuyên phạt Dương là 11-13 năm tù.
Nguyễn Văn Dương là chồng của Phạm Thị Phương Minh, con gái của cựu Bí thư Thành ủy Hà Nội Phạm Quang Nghị.

### Phan Sào Nam
Cựu Chủ tịch HĐQT, Giám đốc Công ty cổ phần VTC online

### Phan Văn Vĩnh
Tổng cục trưởng Tổng cục Cảnh sát, Bộ Công an (Việt Nam) (Tổng cục II), Ủy viên Đảng ủy Công an Trung ương Việt Nam.

### Nguyễn Thanh Hóa
Cục trưởng Cục Cảnh sát phòng chống tội phạm sử dụng công nghệ cao, Bộ Công an Việt Nam

### Châu Nguyên Anh
Giám đốc điều hành VNPT EPAY

### Phạm Quang Minh
Giám đốc kinh doanh VNPT EPAY

## Diễn biến vụ án

### Bản án
Sáng ngày 30 tháng 11 năm 2018, bị cáo Vĩnh bị tuyên phạt 9 năm tù về tội "Lợi dụng chức vụ quyền hạn trong khi thi hành công vụ", còn bị cáo Hóa bị phạt 10 năm tù với cùng tội danh, Ngoài ra, hai bị cáo còn chịu hình phạt bổ sung mỗi người 100 triệu đồng nộp phạt.
Với hai tội danh "Tổ chức đánh bạc" và "Rửa tiền", Nguyễn Văn Dương bị tuyên án 10 năm tù và phải nộp lại toàn bộ 1.700 tỷ đồng, trong khi Phan Sào Nam bị phạt 5 năm tù và nộp lại 1.500 tỷ đồng.

## Kỷ luật
Tại kỳ họp thứ 32 trong tháng 12 năm 2018, Ủy ban Kiểm tra Trung ương quyết định kỷ luật bằng hình thức cảnh cáo đối với Trung tướng Nguyễn Công Sơn, Trung tướng Nguyễn Văn Ba, Thiếu tướng Lê Đình Nhường và một số cá nhân khác cùng chịu trách nhiệm về những vi phạm, khuyết điểm của Đảng ủy Tổng cục Cảnh sát trong vụ án liên quan một số cán bộ lãnh đạo Tổng cục và Cục Cảnh sát phòng, chống tội phạm công nghệ cao (C50) tiếp tay, bao che cho tổ chức đánh bạc trực tuyến trên mạng Internet.

## Các khoản tiền trong vụ án
Sau 28 tháng vận hành game đánh bạc, Nguyễn Văn Dương và đồng phạm đã kiếm được gần 43 triệu tài khoản đăng ký, thu lợi hơn 9.800 tỷ đồng.
- Tiền cá nhân nhận được
  - Phan Sào Nam được hưởng hơn 1.475 tỷ đồng
  - Nguyễn Văn Dương – CNC được hưởng hơn 1.650 tỷ đồng.
  - Sau khi bị bắt, Nguyễn Văn Dương khai đã đưa cho Phan Văn Vĩnh 27 tỷ đồng, gần 2 triệu đô la cùng nhiều hiện vật đắt tiền khác.
  - Dương cũng khai đưa cho Nguyễn Thanh Hóa 22 tỷ đồng.[2]
- Các công ty thanh toán trung gian
  - HomeDirect: ~ 9 tỷ
  - Công ty VNPT EPAY: ~ 54 tỷ
  - Công ty Ngân lượng > 481 triệu đồng
  - Công ty GTS > 188 tỷ
  - Công ty Napas > 1,5 tỷ đồng
  - Ngân hàng Vietcombank: ~ 140 triệu đồng
  - Các ngân hàng khác: 965 triệu đồng.
- Các nhà mạng
  - Viettel: ~ 913 tỷ;
  - Vinaphone: ~ 147 tỷ;
  - Mobifone: ~ 171 tỷ.

## Cách thức tổ chức đường dây đánh bạc
Game bài Rikvip bắt đầu hoạt động từ ngày 18.4.2015, gồm 42 trò mô phỏng các hình thức đánh bạc, hoạt động trái phép thông qua website rikvip.com, rikvip.vn; từ tháng 8.2016 đổi tên thành Tip.club và dưới dạng các ứng dụng cho điện thoại và máy tính.
Để tham gia, con bạc tạo tài khoản và nạp tiền mua điểm ảo trong game, gọi là RIK, thông qua nạp thẻ viễn thông (Viettel, Mobifone, Vinaphone), nạp thẻ game (Zing, Gate, Vcoin, Megacard, GoCoin, Vcard), nạp từ tài khoản ngân hàng hoặc mua trực tiếp qua hệ thống đại lý.
Sau khi thắng - thua, con bạc có thể quy đổi RIK thành tiền, thông qua bán cho đại lý hoặc hiện vật có giá trị là mã thẻ viễn thông, mã thẻ game, nạp tài khoản điện thoại, thông qua các cổng trung gian thanh toán.
Để con bạc nạp tiền chơi bạc, các đối tượng tổ chức đường dây đã thông qua các pháp nhân do chúng lập ra hợp tác với các cổng trung gian thanh toán (VNPT EPAY, Ngân Lượng, HOMEDIRECT và Giải trí số) để con bạc có thể sử dụng thẻ cào viễn thông, thẻ game nạp vào game bài (gọi chung là "gạch thẻ");
hợp tác với Cổng thanh toán quốc gia NAPAS để con bạc nạp tiền từ tài khoản ngân hàng; phát hành thẻ game Vcard và Gocoin để con bạc nạp tiền chơi bạc.
Các đối tượng còn lập ra hệ thống đại lý nhiều cấp, gồm 25 đại lý cấp 1 và 5.852 đại lý cấp 2, trên toàn quốc để con bạc nạp, rút tiền chơi bạc; việc giao dịch được thực hiện bằng tiền mặt hoặc qua ngân hàng.
Với mạng lưới trên toàn quốc, hệ thống đại lý đã góp phần rất lớn trong việc thu hút con bạc và là một kênh giao dịch chiếm tỉ trọng lớn (đại lý cấp 1 có tổng lượng giao dịch lớn nhất lên đến trên 1.700 tỷ đồng).
Do có hệ thống thanh toán giúp con bạc dễ dàng nạp và rút tiền chơi bạc, kết hợp quảng cáo rầm rộ trên mạng, Rikvip /Tip.club đã nhanh chóng thu hút được lượng lớn người chơi, trở thành trò chơi cờ bạc trá hình có quy mô và doanh thu lớn nhất Việt Nam.

## Nhận xét
- Luật sư ở Hà Nội, ông Trần Vũ Hải, cho rằng cơ quan điều tra bỏ sót một số tội danh đối với bị cáo Vĩnh và Hóa, như tội lạm quyền trong thi hành công vụ, tội tổ chức đánh bạc, tội không truy cứu trách nhiệm hình sự: "Cần xem xét hai ông này có vai trò đồng phạm "tổ chức đánh bạc" cùng hai ông Dương và Nam hay không, ít nhất là vai trò giúp sức. Cá nhân tôi cho rằng không loại trừ xem xét vai trò "đề xướng tổ chức" đối với hai vị này." "Có vẻ hai viên cựu tướng này khá được "ưu ái", tội danh và điều khoản bị truy tố khá nhẹ trong một vụ án họ là những nhân vật quyết định." [2]